# Francisco Morea
Francisco Antonio Morea (Mar del Plata, 9 de julio de 1951-Ib., 8 de febrero de 2018) fue un docente, investigador y dirigente político argentino. Se desempeñó como Rector de la Universidad Nacional de Mar del Plata (UNMdP) y como presidente de la comisión de Asuntos Económicos del Consejo Interuniversitario Nacional (CIN).

## Juventud
Francisco Morea es Licenciado en Administración de Empresas. Estudió en la Facultad de Ciencias Económicas y Sociales de la UNMdP. Formó parte de la agrupación reformista “Manuel Belgrano” que condujo el centro de estudiantes.
Tuvo una participación activa en el Movimiento Nacional Reformista (MNR) y en el Partido Socialista Popular (PSP), al que se afilió en su juventud. Ha realizado diversas publicaciones, como el libro La formación de emprendedores como clave para el desarrollo en colaboración con Mariel Fornoni.

## Universidad
Morea ocupó diversos cargos de cogobierno y gestión universitaria. Fue Consejero Académico (1986 - 1988, 1994 - 1996 y 1996 - 1998), Consejero Superior (1998 - 2000 y 2000 - 2002) y Asambleísta Universitario (2002 - 2004). Entre 1999 y 2003, trabajó en la Secretaría de Extensión de la Facultad de Ciencias Económicas y Sociales de la UNMdP.
Durante el período 2003 - 2007 fue Vicedecano de la Facultad de Ciencias Económicas y Sociales de la UNMdP, y en el año 2007 fue elegido Decano Tras menos de un año en el cargo es designado como Rector interino por el Consejo Superior de la UNMdP.
En el año 2009 la Asamblea Universitaria de la UNMdP eligió a Morea como Rector por cuatro años, acompañado por Raúl Conde como Vicerrector. Morea y Conde fueron reelegidos por 95 y 96 votos respectivamente sobre 108 asambleístas. Desde sectores estudiantiles lo acusaron de intentar perpetuarse en el poder a través de diferentes maniobras, entre ellas suspensión de la sesión ordinaria del Honorable Consejo Superior, en forma arbitraria y sin debate, y luego convocando a una sesión extraordinaria y ya en 2016  fue acusado de querer prorrogar su mandato sin respetar el estatuto. y de censurar festivales estudiantiles.

## Política
En el año 2011 Francisco Morea acompañó a Margarita Stolbizer como candidato a vicegobernador de la Provincia por el Partido Socialista de Argentina en el Frente Amplio Progresista. La fórmula obtuvo más de novecientos mil votos (11,90%).
Durante el 2013 se desempeñó como Vicepresidente Consejo Interuniversitario Nacional (CIN), y a inicios de 2014, fue elegido para el cargo de presidente de la comisión de Asuntos Económicos de este Consejo.